# Bardet de Villeneuve
P.P.A. Bardet de Villeneuve (1680-) fue un escritor militar, ingeniero ordinario y teniente-coronel de Francia.
-Bardet de Villeneuve sirvió en el ejército de España y fue el autor de los primeros ocho volúmenes del «Curso de ciencia militar», 1740 (cita sacada de la obra de Hugh James Rose «A new general biographical dicttionary», London, 1848).

## Biografía
Bardet de Villeneuve fue un tratadista militar nacido en Villeneuve, Borbonés, descendiente de un sabio jurisconsulto de Moulins, Jean Bardet, y de la misma familia que un abogado de París, Pierre Bardet (1591-1685), autor de «Recueil d'arrests du Parlament de Paris», París, 1690, 2 vols, fallecido en Moulins, con notas y disertaciones de Claude Berroyer (1655-1735), también abogado del Parlamento de París y autor de «Bibliotheque de coutumes:...», París, 1699.
Bardet de Villeneuve destinado desde joven a la carrera militar recibió una educación según la voluntad de sus parientes, adiestrado en la milicia, y tras terminar sus estudios primarios, sentó plaza en el cuerpo de artillería y tuvo una profunda instrucción para ser un buen oficial, y tras cesar la guerra y llegar la paz pide entrar al servicio de España, y tuvo el honor de hallarse a las órdenes del marqués de Santa Cruz, Álvaro Navia Osorio y Vigil, quien le dio consejos de gran utilidad, y a continuación cita sacada de la obra de Cándido Varona «Apuntes para un libro de historia y arte militar», Madrid, 1870,: Y la máxima del general Santa Cruz que lo es también del célebre Bardet de Villeneuve y de otros autores esclarecidos en el arte de la guerra no podía despreciarse porque son muy conocidos los desastres que por haberse desatendido de su contenido registran las páginas de la historia.
A su regreso a Francia, Bardet de Villeneuve volvió a su cargo de artillero, mas cuando don Carlos, posteriormente Carlos III de Francia, ocupó el trono de las Dos Sicilias en 1734, pasó al servicio del príncipe como ingeniero ordinario, y como en su juventud se había instruido de las principales obras de arte militar dejó escrito un «Curso de ciencia militar» en 11 vols, tratando los cinco primeros de las funciones y obligaciones de las diferentes armas, de la táctica y del cuerpo de ingenieros,  los tres siguientes de la artillería y el tomo IX y X el ataque y defensa de plazas de Vauban y el tomo XI <<Manual de caballería>> de François Robichon de La Guérinière (1688-1751), caballerizo mayor de S.M., traducida al castellano por Baltasar de Irurzun intitulada «Escuela de a caballo», Madrid, viuda de Ibarra, 1787; el último volumen contiene la ciencia de la marina.

## Obras
- Traité de la architecture civile a l'usage des ingenieurs, La Haye, Jean van Duren, 1740.
- Les fonctions et les devoirs des officiers tant de l'infanterie que de la cavalerie, La Haye, 1740.
- La tactique...., La Haye, 1740.
- Cours de la science militaire, La Haye, 1740.
- Memoire de fortification:...., manuscrito, 1740
- De la artillerie, La Haye, 1741, 3 vols.